# بوی‌احمدلی
بوی‌احمدلی (به لاتین: Boyəhmədli) منطقه‌ای مسکونی در جمهوری آذربایجان است که در شهرستان جلفا (جمهوری آذربایجان) واقع شده‌است.